# Cicurina tersa
Cicurina tersa är en spindelart som beskrevs av Simon 1886. Cicurina tersa ingår i släktet Cicurina och familjen kardarspindlar. Inga underarter finns listade i Catalogue of Life.